# Friedolin (Jugendbuchpreis)
Der FRIEDOLIN (Eigenschreibweise) ist ein seit 2015 von der Stiftung Weltethos vergebener Literaturpreis für Jugendliteratur. Ausgezeichnet werden Neuerscheinungen in deutscher Sprache, die sich an Jugendliche zwischen 12 und 16 Jahren richten und Aspekte der Weltethos-Idee in besonders gelungener Form thematisieren. Der Preis wurde anlässlich des 20-jährigen Bestehens der Stiftung Weltethos eingerichtet und ist mit 4000 Euro dotiert. Der Vergabe erfolgt durch eine Jury auf der Grundlage von Einsendungen.
Bisherige Preisträger waren:
- 2015: Peer Martin für Sommer unter schwarzen Flügeln[1]
- 2016: Erin Jade Lange für Halbe Helden[2]
- 2017: Jason Reynolds und Brendan Kiely für Nichts ist okay! Zwei Seiten einer Geschichte
- 2018: Rafik Schami für Sami und der Wunsch nach Freiheit[3]
- 2019: Maja Nielsen für Tatort Eden 1919[4][5]